# Левін-Бжеський (гміна)
Гміна Левін-Бжеський (пол. Gmina Lewin Brzeski) — місько-сільська гміна у південно-західній Польщі. Належить до Бжезького повіту Опольського воєводства.
Станом на 31 грудня 2011 року у гміні проживало 13594 особи.

## Площа
Згідно з даними за 2007 рік площа гміни становила 159.70 км², у тому числі:
- орні землі: 81.00%
- ліси: 9.00%

Таким чином, площа гміни становить 18.22% площі повіту.

## Населення
Станом на 31 грудня 2011:
| Опис     | Загалом | Загалом | Чоловіки | Чоловіки | Жінки | Жінки |
| -------- | ------- | ------- | -------- | -------- | ----- | ----- |
| одиниця  | осіб    | %       | осіб     | %        | осіб  | %     |
| все      | 13594   | 100     | 6643     | 48.87    | 6951  | 51.13 |
| міське   | 6053    | 100     | 2880     | 47.58    | 3173  | 52.42 |
| сільське | 7541    | 100     | 3763     | 49.90    | 3778  | 50.10 |

## Сусідні гміни
Гміна Левін-Бжеський межує з такими гмінами: Домброва, Немодлін, Ольшанка, Попелюв, Скарбімеж.